# Rugby Club L'Hospitalet
El Rugby Club L'Hospitalet (RC L'Hospitalet) és un club de rugbi situat a la ciutat de l'Hospitalet de Llobregat. Es va fundar l'any 1973 amb el nom d'Unió Esportiva Bellvitge.
Conegut popularment com l'Hospi, va començar les seves activitats al Col·legi Mare de Déu de Bellvitge, participant en els campionats escolars de rugbi. La temporada 1982/83 es creà l'equip sènior masculí i, després de canviar el nom per l'actual, a l'any 1984, arribà a competir a la primera divisió espanyola de rugbi la temporada 1984/85. Entre d'altres èxits, va proclamar-se campió de Catalunya el 1986, subcampió de la Copa FER el 1985 i campió de la Copa Catalana de rugbi a 15 el 2013, a més va participar en la Divisió d'Honor de Rugbi entre 2002 i 2004. Per altra banda, l'equip femení ha guanyat tres Campionats d'Espanya els anys 1997, 1998 i 2002, i l'any 2017 va fusionar-se amb el CE INEF Barcelona per tal de continuar competint a la Divisió d'Honor femenina.
Disputa els seus partits al Camp de Rugbi de la Feixa Llarga i celebra al setembre el seu torneig d'inici de temporada, El Ciutat de l'Hospitalet.

## Palmarès
Secció de rugbi masculina
- 1 Campionat de Catalunya de Rugbi: 1986

Secció de rugbi femení
- 3 Campionat d'Espanya de Rugbi femení; 1996/97, 1997/98, 2001/02